# Intensidade (acústica)
Intensidade sonora refere-se à percepção da amplitude da onda sonora. Frequentemente também é chamada de "volume" ou "nível de pressão sonora".
Como ocorre com muitas outras grandezas, a percepção da intensidade pelo ouvido humano não é linear, mas logarítmica. Isso significa que o ouvido só percebe variações de intensidade como lineares, se as amplitudes variarem exponencialmente. Para facilitar a medição da pressão sonora em relação à percepção auditiva, utiliza-se uma unidade logarítmica: o decibel (dB). 
A percepção da intensidade não é igual para qualquer frequência. O ouvido humano só consegue perceber sons entre aproximadamente 20 Hz e 20 000 Hz. Próximo a esses limites, a percepção sofre atenuação. A faixa de frequências em que a audição é mais sensível está entre 2 kHz e 5 kHz.

## Propagação do som

Propagação de ondas sonoras.

As propriedades da propagação do som são tratadas a partir das consequências das leis de Newton.O som pode ser descrito através de uma sequência de ondas sonoras, que são ondas de deslocamento, densidade e pressão que se propagam pelos meios compressíveis. Quando uma onda sonora se propaga através de qualquer gás, ocorrem compressões e rarefações de pequenos volumes do gás. Através da análise de quanto um elemento do gás modifica o seu volume e sua densidade, ou seja, a partir da análise das variações de pressão causadas pela onda mecânica sonora, é possível determinar a velocidade da onda naquele meio:
{\displaystyle v={\sqrt {\frac {B}{\rho }}},}
Onde, Β é o módulo da elasticidade volumétrico e ρ é a densidade do meio.
Essas variações de pressão e densidade dão origem ao transporte de energia característico de uma onda.

## Potência sonora
Para atingir a interpretação matemática de potência sonora é necessário interpretar a energia de propagação de uma onda. Considere uma fatia fina de ar de espessura infinitesimal {\displaystyle \mathrm {d} x}, de área A e massa infinitesimal {\displaystyle \mathrm {d} m}, oscilando para frente e para trás de acordo com as variações de pressões da região em questão enquanto a onda sonora passa por ela. A energia cinética infinitesimal {\displaystyle \mathrm {d} K} da fatia de ar é:
{\displaystyle \mathrm {d} K={\frac {1}{2}}\mathrm {d} mv_{s}^{2}}
Na qual {\displaystyle v_{s}} não é a velocidade da onda, mas sim a velocidade da oscilação do elemento de ar em questão. Obtem-se essa velocidade a partir da derivada parcial em relação ao tempo da equação da onda sonora:
{\displaystyle v_{s}={\frac {\partial s}{\partial t}}=-{\omega }s_{m}\sin {(kx-\omega t)}\,}
Usando esta relação e substituido {\displaystyle \mathrm {d} m=A{\rho }\mathrm {d} x}, visualiza-se a energia cinética da fatia da seguinte forma:
{\displaystyle \mathrm {d} K={\frac {1}{2}}A{\rho }\mathrm {d} x(-{\omega }s_{m}\sin {(kx-\omega t)}\,)^{2}}
A taxa à qual a energia cinética da onda varia com o tempo obtem-se dividindo a relação anterior por {\displaystyle \mathrm {d} t}:({\displaystyle {\frac {\mathrm {d} x}{\mathrm {d} t}}} é a velocidade da onda)
{\displaystyle {\frac {\mathrm {d} K}{\mathrm {d} t}}={\frac {1}{2}}A{\rho }v(-{\omega }s_{m}\sin {(kx-\omega t)}\,)^{2}}
Então, a taxa média com a qual a energia cinética da onda é transportada é:
{\displaystyle {\frac {\mathrm {d} {K_{m}}}{\mathrm {d} t}}={\frac {1}{4}}A{\rho }v({\omega }s_{m})^{2}}

## Intensidade sonora
Supondo que a energia potencial da onda é transportada com a mesma taxa média, pode calcular-se a intensidade {\displaystyle I} da onda, que é a taxa média por unidade de área com a qual a energia nas duas formas (cinética e potencial) é transmitida pela onda:
{\displaystyle I={\frac {2{\frac {\mathrm {d} {K_{m}}}{\mathrm {d} t}}}{A}}={\frac {1}{2}}{\rho }v{\omega }^{2}s_{m}^{2}}

### Variação da intensidade sonora com a distância

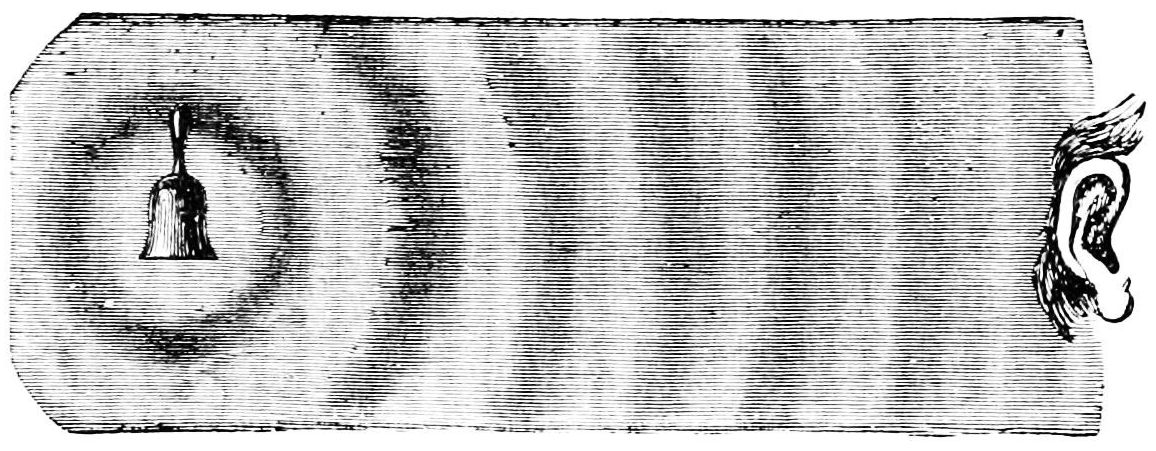
Frentes de onda se propagando.

A intensidade sonora varia com a distância de formas bastante complexas, pois as fontes sonoras têm as mais diversas formas e emitem sons em apenas algumas direções. Isto somado ao fato de poderem ocorrer ecos (ondas sonoras refletidas) que se superpõem às ondas originais, torna a análise da propagação da onda sonora nada trivial.

Superposição de ondas sonoras.

Para fins práticos, pode analisar-se a propagação da onda sonora de forma pontual e isotrópica, ou seja, que emite um som com a mesma intensidade em todas as direções. Algo que se assemelha muito com isso na realidade é uma explosão. Supondo que a energia mecânica das ondas sonoras é conservada enquanto elas se espalham a partir de uma fonte pontual, é natural imaginarmos as frentes de onda se propagando como uma esfera, que aumenta o seu raio de acordo com a velocidade da onda. Percebemos que toda a energia emitida pela fonte passa pela superfície da esfera. Assim, a taxa com que a energia das ondas sonoras se propaga de maneira esférica é igual à taxa à qual a energia é emitida pela fonte:
{\displaystyle I={\frac {P_{s}}{4{\pi }r^{2}}}}
A relação significa que a intensidade do som emitido por uma fonte pontual e isotrópica diminui com o quadrado da distância à fonte.

### Nível de intensidade sonora
O nível de intensidade sonora é definido em escala logarítmica pelo fato da sensibilidade do ser humano variar linearmente, enquanto que o estímulo respectivo varia exponencialmente. Por esse motivo é conveniente usar o nível de intensidade sonora (W/m2) em escala logarítmica da seguinte maneira:
{\displaystyle L_{\mathrm {I} }=10\,\log _{10}\left({\frac {I_{1}}{I_{0}}}\right)\ \mathrm {dB} \,}
{\displaystyle I_{o}=10^{-12}\,{\rm {W/m}}^{2}}
Na qual {\displaystyle L_{\mathrm {I} }} é a intensidade sonora medida em dB, I1 e I0 são intensidades sonoras que queremos comparar. 
Podemos escolher I0 como a intensidade sonora mais baixa da faixa audível para um ser humano, o que é extremamente conveniente. Note que se I1=I0 obtemos 0 dB para a intensidade sonora, o que corresponde ao menor som na faixa audível humana. Percebemos também que valores de I1 abaixo de I0 correspondem a valores negativos (som abaixo da faixa audível humana),